# Aunay-sur-Odon
Aunay-sur-Odon era una comuna francesa situada en el departamento de Calvados, de la región de Normandía, que el 1 de enero de 2017 pasó a ser una comuna delegada de la comuna nueva de Les Monts-d'Aunay al fusionarse con las comunas de Bauquay, Campandré-Valcongrain, Danvou-la-Ferrière, Le Plessis-Grimoult, Ondefontaine y Roucamps.

## Demografía
| Gráfica de evolución demográfica de Aunay-sur-Odon entre 1800 y 2014 |
|                                                                      |

Los datos demográficos contemplados en este gráfico de la comuna de Aunay-sur-Odon se han cogido de 1800 a 1999 de la página francesa EHESS/Cassini, y los demás datos de la página del INSEE.